# Tasiusaq (Avannaata)
Pour les articles homonymes, voir Tasiusaq.
Tasiusaq (Tasiussaĸ avant 1973) est un village groenlandais situé dans la municipalité d'Avannaata. La population était de 242 habitants en 2009.

## Géographie
Le village est situé dans l'ouest du Groenland, près de Nanortalik.